# Dactyliomancie
La dactyliomancie (du grec ancien δακτύλιος, daktúlios (« bague, anneau ») et μαντεία, manteïa (« divination »), était, dans l'Antiquité romaine, une divination par les bagues.

## Description
Le pratiquant devait dire des prières magiques puis attachait à un fil très fin une bague. Il la tenait alors suspendue au centre d'un bassin de métal autour duquel étaient gravées toutes les lettres de l'alphabet. 
La bague se balançait vers telles ou telles lettres que l'on réunissait alors pour faire des mots puis regroupant les mots, on formait des vers héroïques à la manière de l'oracle de la Pythie. 